# Georgius Agricola
Georgius Agricola (latinisering af Georg Bauer eller Georg Pawer) (født 24. marts 1494 i Glauchau, død 21. november 1555 i Chemnitz), tysk humanist, den første tyske mineralog og metallurg.